# Aistė Smilgevičiūtė

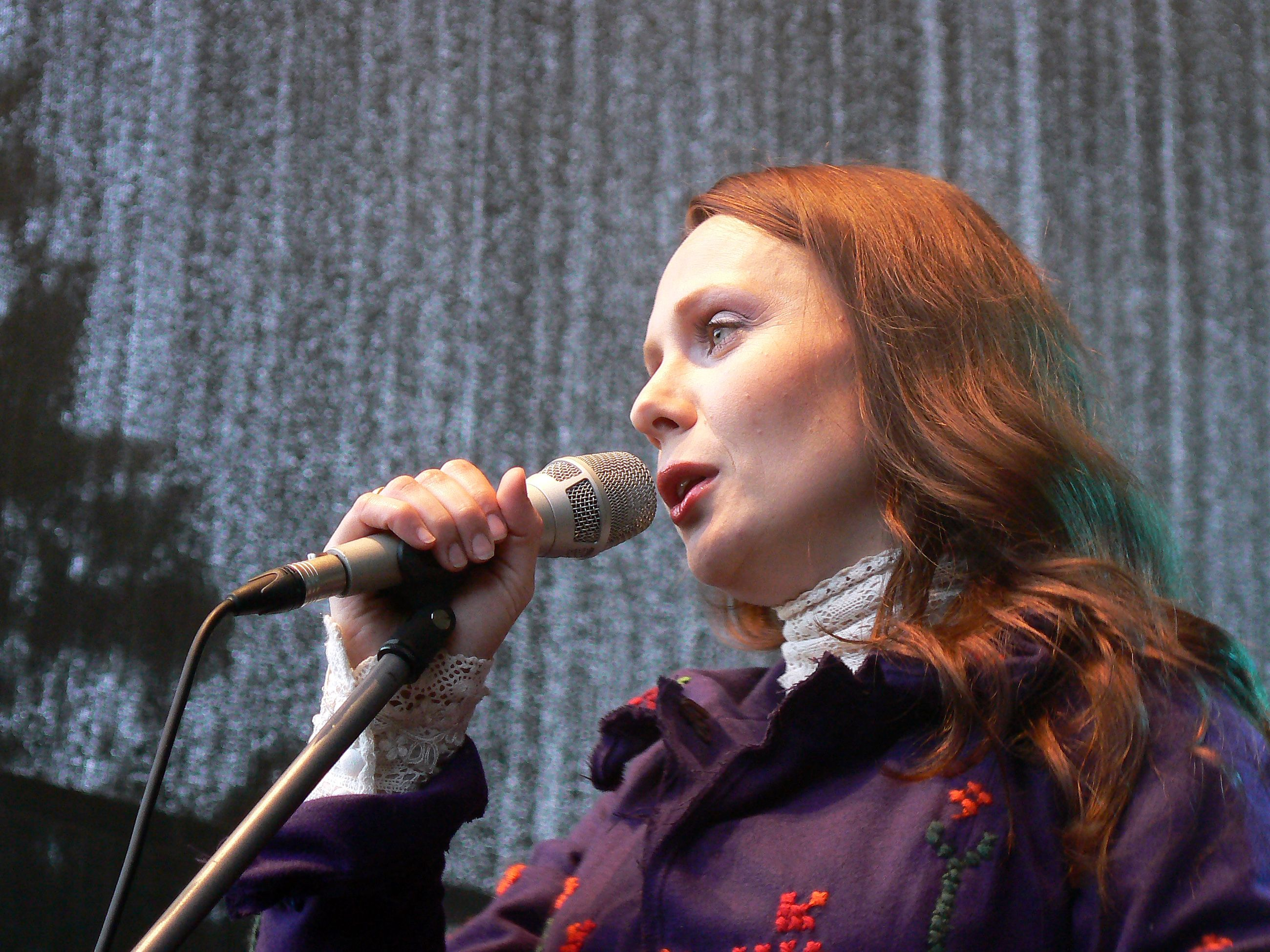
Aistė Smilgevičiūtė, 2011

Aistė Smilgevičiūtė-Radzevičienė (* 29. Oktober 1977 in Plungė) ist eine litauische Pop- und Folk-Sängerin.

## Leben und Wirken
Sie nahm unter dem Namen Aiste am Eurovision Song Contest 1999 in Jerusalem teil. Dort erreichte sie mit ihrem Lied Strazdas (dt. „Die Drossel“), das sie auf Schemaitisch vortrug, den 20. Platz mit 13 Punkten.
Sie singt in der Band „Skylė“ (dt. ’Loch’) in Vilnius.

## Familie
Ihr Mann ist der Musiker Rokas Radzevičius. Sie haben drei Kinder.

## Diskografie
Alben
- Aistė po vandeniu (1996)
- Sakmė apie laumę Martyną (1996)
- Užupio himnas (2001)
- Nepamirštoms žvaigždėms (2003)
- Povandeninės kronikos (2007)
- Sapnų trofėjai (2009)
- Broliai (2010)

Singles
- Strazdas (1999)
- Tavo žvaigždė (2000)